# 大名県
大名県（だいめい-けん）は中華人民共和国河北省邯鄲市に位置する県。

## 歴史
南北朝時代、東魏により設置された貴郷県を前身とする。580年（大象2年）には北周により魏州州治とされ、隋代の大業年間には武陽郡郡治とされた。その後唐代には662年（武徳4年）に魏州（662年から672年は冀州と改称）の州治とされた。
五代十国時代になると、923年（同光元年）、後唐により広晋県とされ広晋府府治とされた。948年（乾祐元年）には後漢により大名県と改称され大名府府治とされている。
宋代になると、「四京」の一つとして副都でもある北京大名府が設置され大名県はその府治とされた。大名府は河北東路の首府でもあり、燕雲十六州を支配下に置く遼朝に対抗する軍事的要衝として重要視された。同時代を舞台にした『水滸伝』では、北京大名府は盧俊義や燕青などの登場人物が暮らす大都会として描写されている。大名県は1073年（熙寧6年）に廃止され元城県に編入されたが、1096年（紹聖3年）に再設置された。
その後金が華北全域を支配するようになると、国境の軍事拠点としての大名府の重要性は失われたが、元代には大名路路治、明清代には大名府府治とされた。1377年（洪武10年）に明により大名県は廃止となり魏県に編入されたが、1382年（洪武15年）に再設置され、現在に至る。

## 大名府故城
大名市街の北東郊外にある大街郷にはいまもかつての大名府の遺跡が残る。宋の仁宗の治世である慶暦2年（1042年）、大名府は「北京」として、東京開封府の陪都となった。この後、宰相の呂夷簡により大名府は拡大され、宮城をそなえる大都市となった。しかし北宋以後は大名府はしだいに衰落の道をたどり、明の建文3年（1401年）、漳河と衛河の洪水で水に浸かり放棄された。同年、艾家口に大名府が移転・再建された。これが現在の大名市街である。廃墟となった宋代の大名府故城には、宮殿の基壇や官庁街・住宅街の町割りがよく残っており、2006年に中国国務院によって全国重点文物保護単位に指定された。
大名府の建築と規模は広壮であり、四つの殿閣、十四座の城門、二つの水関があった。外城は「京城」といい、外周は四十八里二百有六歩の長さで、九座の城門があった。宮城あるいは内皇城は、外周の長さは三里一百九十八歩で、五個の城門があった。

## 行政区画
- 鎮:大名鎮、楊橋鎮、万堤鎮、竜王廟鎮、束館鎮、金灘鎮、沙圪塔鎮、大街鎮、鋪上鎮、孫甘店鎮、黄金堤鎮、北峰鎮
- 郷:王村郷、旧治郷、西未荘郷、西付集郷、埝頭郷、張集郷、紅廟郷
- 民族郷:営鎮回族郷

## 過去に存在した区画
- 漳陰県
- 元城県